# Saint-Pierre-du-Perray
Saint-Pierre-du-Perray è un comune francese di 8 159 abitanti situato nel dipartimento dell'Essonne nella regione dell'Île-de-France.

## Origini del nome
Alla creazione del comune, nel 1793, il nome era Le Perray; fu poi modificato in quello attuale nel 1801, come risulta dalla gazzetta ufficiale francese.

## Società

### Evoluzione demografica
Abitanti censiti

## Religione
Saint-Pierre-du-Perray risulta essere il comune più popoloso dell'intera Francia fra quelli che non dispongono di una propria chiesa. Tuttavia, è in corso la costruzione di una chiesa la cui inaugurazione è prevista per il 2015.